# Astronomický objekt
Astronomický objekt (též nebeský nebo kosmický objekt) je přirozeně se vyskytující hmotný objekt, útvar nebo struktura, kterou můžeme pozorovat za hranicí zemské atmosféry, v pozorovatelném vesmíru. Astronomické objekty jsou tak hlavním předmětem zkoumání v astronomii a astrofyzice.
Astronomické těleso (též nebeské těleso) je astronomický objekt, který je jasně ohraničen a tvoří jej pevně spojené gravitačně vázané celistvé těleso. Příkladem astronomických těles mohou být planetky, měsíce, planety a hvězdy.
Astronomické objekty mohou být i gravitačně méně soudržné struktury, jejichž společnou vlastností je určitá pozice v prostoru, ale mohou se skládat z většího počtu astronomických těles nebo i jiných objektů s dílčími strukturami. Příkladem astronomických objektů (mimo tělesa) mohou být prstence u planet, hvězdokupy, mlhoviny nebo celé galaxie. Kometu lze označit za těleso i objekt: Kometa je tělesem, pokud se jedná o zmrzlé jádro z ledu a prachu, a objektem, pokud se popisuje celá kometa s jádrem, rozptýlenou komou a ohonem komety.

## Klasifikace astronomických objektů
Na vesmír lze pohlížet jako na hierarchickou strukturu. Pojmem struktura je míněn každý objekt, který je držen dohromady gravitací. Takových objektů je ve vesmíru velké množství a jsou značně různorodé. V největších (tzv. kosmologických) měřítkách je základní složkou vesmíru galaxie. Galaxie jsou uspořádány do skupin a kup, často v rámci větších nadkup, které jsou seskupeny podél velkých vláken mezi téměř prázdnými dutinami a vytvářejí kosmickou síť, která se táhne celým pozorovatelným vesmírem.
Astronomické objekty, jako jsou hvězdy, planety, mlhoviny, planetky a komety, jsou pozorovány již tisíce let. Astronomové se již od počátku snažili tyto nebeské objekty klasifikovat. Prvním krokem je vždy objev, následně pozorování a klasifikace pozorovaných objektů. Již staří Řekové rozlišovali "stálé hvězdy" (αστερία) a "pohyblivé hvězdy" (πλανήτης). Ty byly většinou spojovány s bohy a počínaje Platónem v jeho dialogu Tímaios poskytly první matematické modely nebeských jevů. Dějiny astronomie ukazují, že pojmy objevování a klasifikace jdou ruku v ruce, protože nutkání klasifikovat objevy nových objektů se zdá být nedílnou součástí lidské mysli. Stejně tak se klasifikace může díky novým poznatkům a technikám změnit.  Astronomové se mohou z podobných analýz i v jiných vědách hodně naučit, jak bylo patrné při diskusích o planetě Pluto v roce 2006 na valném shromáždění Mezinárodní astronomické unie v Praze.
Přestože nejstarší klasifikační systémy hvězd a galaxií v astronomii jsou staré sotva více než jedno století, snaha o hledání nových tříd astronomických objektů se datuje ještě dříve. Giovanni Hodierna v polovině sedmnáctého století klasifikoval mlhavé objekty pozorované galileovským refraktorovým dalekohledem do tří tříd: "Luminosae" (hvězdokupy, viditelné pouhým okem), "Nebulae" (objekty vypadající jako mlhoviny, ale v dalekohledu rozlišitelné)) a "Occultae" (objekty nerozlišitelné ani dalekohledem). 
O sto let později sestavil Charles Messier rozsáhlejší seznam mlhovin, hvězdokup a galaxií, ale o klasifikaci se nepokusil. Snaha o hledání nových tříd astronomických objektů se datuje, podobně jako Linnéova klasifikace v biologii, do osmnáctého století, zejména v práci Williama Herschela. Kromě objevu Uranu v roce 1781 a zavedení termínu "asteroid" pro novou třídu objektů objevených v roce 1801 odhalil Herschel při prohlídkách oblohy svými velkými dalekohledy obrovské množství mlhovin, které se podle jeho názoru nacházely v různých stadiích růstu a vývoje. Herschel ve svém díle opakovaně používal při klasifikaci objektů biologickou analogii, kterou v devatenáctém století převzali takoví průkopníci přírodovědy, jako byl např. Alexander von Humboldt, a setkáváme se s ní i v moderní astronomii.
V 19. a 20. století umožnily nové technologie a vědecké inovace vědcům výrazně rozšířit znalosti o astronomii a astronomických objektech. Začaly se stavět větší dalekohledy a observatoře a vědci začali zobrazovat snímky Měsíce a dalších nebeských těles na fotografické desky. Byly objeveny nové vlnové délky světla, které lidské oko nevidí, a byly vyrobeny nové dalekohledy, které umožnily pozorovat astronomické objekty i v jiných vlnových délkách spektra. Také klasifikace komet byla v 19. století významným počinem: Stephen Alexander (1850) uvažoval o dvou skupinách na základě velikosti oběžných drah, Dionysius Lardner (1853) navrhl tři skupiny oběžných drah a E. Barnard (1891) je rozdělil do dvou tříd na základě morfologie.
Kromě segmentace jasných hvězd do souhvězdí byla většina hvězdných klasifikací založena na barvách a spektrálních vlastnostech hvězd. V 60. letech 19. století klasifikoval průkopník spektroskopie Angelo Secchi hvězdy do pěti tříd: bílé, žluté, oranžové, uhlíkové a hvězdy s emisní čarou. Po mnoha debatách byla později hvězdná spektrální posloupnost upřesněna skupinou na Harvardu na známé spektrální typy O, B, A, F, G, K, M, o nichž se později zjistilo, že jsou posloupností na základě povrchové teploty.
Krátce poté, co potvrdil, že některé mlhoviny jsou vnější galaxie, navrhl Edwin Hubble svou slavnou rozvětvenou klasifikaci galaxií se třemi třídami: eliptické, spirální a nepravidelné. Tyto třídy později upřesnil a rozvinul Gerard de Vaucouleurs . Supernovy, které se téměř všechny nacházejí mimo naši Galaxii, mají klasifikační schéma vycházející z čar chemických prvků, objevujících se v jejich hvězdném spektru, a podle tvaru světelné křivky. Clive Tadhunter (2008) uvádí trojrozměrnou klasifikaci aktivních galaktických jader zahrnující zářivý výkon, šířku emisní čáry a svítivost jádra.
Tyto taxonomie sehrály nesmírně důležitou roli ve vývoji astronomie, ale všechny byly vytvořeny heuristickými metodami. Mnohé z nich jsou založeny na kvalitativním a subjektivním hodnocení prostorových, časových nebo spektrálních vlastností. Kvalitativní, morfologický přístup k astronomickým studiím výslovně prosazoval např. Fritz Zwicky. Astronomové často studují problémy, kde jsou k dispozici značné předchozí znalosti. Mnohdy byl takto intenzivně studován omezený vzorek blízkých, jasných objektů v dané třídě. Tyto prototypy pak mohou sloužit jako "cvičné soubory" pro klasifikaci větších, méně dobře charakterizovaných vzorků. Takto vytvořené klasifikace jsou založeny na kvantitativních kritériích, ale tato kritéria byla vyvinuta subjektivním zkoumáním cvičných dat. V žádném případě nebyl k vymezení tříd objektů použit statistický nebo algoritmický postup. Používání cvičných sad, spolu s často sofistikovanými algoritmy pro monitorovanou klasifikaci, spadá pod pojem strojové učení. Na základě zkušeností s projektem Galaxy Zoo vědci vyvinuli kódy pro strojové učení, které umožňují počítačům 90% shodu v klasifikaci galaxií ve srovnání s klasifikací člověka.
Na rozdíl od biologie, fyziky a chemie, a navzdory dlouhé a význačné historii klasifikace konkrétních objektů, jako jsou hvězdy a galaxie, astronomie postrádá komplexní, široce přijímaný klasifikační systém objektů. Všechny klasifikační systémy objektů v astronomii jsou do jisté míry libovolné. Počet tříd astronomických objektů objevených od dob Herschelových mlhovin se značně rozšířil, některé se zdají být zřejmé, jako například komety, planetky, kvazary, pulsary a spirální galaxie. Jedním ze způsobů, jak přistoupit k otázce definice třídy, je podívat se do historie, kde (nehledě na výjimky jako hvězdy a galaxie) byla klasifikace často ad hoc, nahodilá a historicky podmíněná okolnostmi. Pokud astronomická historie něco ukazuje, pak to, že klasifikace astronomických objektů byla založena na mnoha charakteristikách v závislosti na stavu poznání a potřebách konkrétní komunity v dané době.
Například planety se mohly dělit podle své fyzikální povahy (terestrické, plynní obři a ledoví obři) nebo, jak ukázaly nedávné objevy exoplanet, podle orbitálních charakteristik (vysoce eliptické nebo kruhové) či podle blízkosti k mateřské hvězdě (horké Jupitery) atd. Historicky byly dvojhvězdy často klasifikovány podle způsobu pozorování jako vizuální, spektroskopické, zákrytové a astrometrické, nebo - poté, co bylo známo více informací - podle konfigurace či obsahu systému či podle dominantní vlnové délky elektromagnetického záření, jako je tomu u rentgenových dvojhvězd. Přestože tyto překrývající se systémy astronomům dobře posloužily a ilustrují, jak lze tentýž objekt klasifikovat mnoha způsoby, jsou tato označení zdrojem mnoha nejasností, zejména pro neodbornou veřejnost.
Historie také ukazuje, že v době objevu je někdy z podstaty problému obtížné rozhodnout, zda byla objevena nová třída objektů. Snad na základě analogie s naším Měsícem Galileo poměrně rychle rozhodl, že čtyři objekty, které poprvé spatřil v roce 1610 kroužit kolem Jupitera, jsou satelity, což byl důkaz, že Měsíc není jedinečný, ale patří do třídy cirkumplanetárních objektů (i když Galileo nehovořil v termínech třídy). Objekt, který poprvé spatřil kolem Saturnu, však vůbec nebyl zjevně prstenec a čekal na správný výklad Christiaana Huygense o více než 40 let později. Ještě před sto lety astronomové nedokázali rozlišit strukturu o rozloze 40 astronomických jednotek (např. Sluneční soustava) od struktury milionkrát větší (např. galaxie). Ani na konci 20. století nebylo hned zřejmé, že pulsary jsou neutronové hvězdy, nebo že kvazary jsou aktivní galaktická jádra, přičemž obojí se nakonec kvalifikovalo pro status nové třídy.
V průběhu několika desetiletí tak bylo vyvinuto mnoho menších klasifikačních systémů pro jednotlivé třídy objektů, od planetek a komet přes mlhoviny a hvězdokupy až po dvojhvězdy a supernovy. Každý z nich však byl formulován různými způsoby, které se ukázaly jako užitečné pro komunity, jež tyto objekty studují. Téměř nikdy však jejich klasifikátoři neměli na mysli konzistentní principy, které by platily napříč různorodými obory astronomie. Nejvíce se tomu přiblížil až astronom a historik vědy Steven Dick. Výsledkem jeho mnohaleté práce je Astronomický klasifikační systém 3K.
V následující tabulce jsou uvedeny obecné kategorie astronomických těles a objektů podle jejich umístění nebo struktury, včetně hypotetických objektů.

## Seznam hlavních skupin astronomických objektů
| Sluneční soustava | Objekty mimo sluneční soustavu | Objekty mimo sluneční soustavu | Objekty mimo sluneční soustavu |
| Sluneční soustava | Jednoduché objekty | Soustavy | Struktury |
| --- | --- | --- | --- |
| - Slunce - Terestrické planety - Merkur - Venuše - Země - Měsíc - Mars - měsíce Marsu - Plynní obři - Jupiter - měsíce Jupiteru - Saturn - měsíce Saturnu - Ledoví obři - Uran - měsíce Uranu - Neptun - měsíce Neptunu - Heliosféra - Trpasličí planety - Ceres - Pluto - měsíce Pluta - Haumea - měsíce Haumey - Makemake - Eris - Dysnomia - Hlavní pás planetek - Asteroidy / Planetky - Meteoroidy - Kuiperův pás - Oortův oblak - Malá tělesa Sluneční soustavy - Komety - Transneptunická tělesa - Kentauři | - Exoplanety - Horké Jupitery - Hypotetické planety - Hnědí podtrpaslíci - Hvězdy - Hvězdy hlavní posloupnosti - Bílí trpaslíci - Žlutí trpaslíci - Červení trpaslíci - Hnědí trpaslíci - Černí trpaslíci - Podtrpaslíci - Červení obři - Modrí obři - Červení nadobři - Kompaktní hvězdy - Neutronové hvězdy - Pulzary - Černé díry - Bilí trpaslíci - Proměnné hvězdy - Geometrické proměnné hvězdy - Rotační proměnné hvězdy - Zákrytové proměnné hvězdy - Fyzikální proměnné hvězdy - Eruptivní proměnné hvězdy - Pulzující proměnné hvězdy - Polopravidelné proměnné hvězdy - Explozivní proměnné hvězdy - Novy - Supernovy - Hypernovy - Gama záblesky | - Planetární soustavy - Hvězdné soustavy - Dvojhvězdy - Trojhvězdy - vícenásobné hvězdy - Hvězdokupy - Hvězdné asociace - Otevřené hvězdokupy - Kulové hvězdokupy - Galaxie - Galaktické halo - Galaktické jádro - Satelitní galaxie - Podle morfologie - Spirální galaxie - Spirální galaxie s příčkou - Čočkové galaxie - Eliptické galaxie - Prstencové galaxie - Nepravidelné galaxie - Pekuliární galaxie - Podle typu - Hvězdotvorné galaxie - Aktivní galaxie - Blazary - Kvasary - Seyfertovy galaxie - Kupy galaxií - Nadkupy galaxií | - Mezihvězdná hmota - Akreční disky - Mlhoviny - Difúzní mlhoviny - Emisní mlhoviny - Herbigovy-Harovy objekty - Oblasti H I - Oblasti H II - Planetární mlhoviny - Reflexní mlhoviny - Temné mlhoviny - Mezigalaktický prach - Mezigalaktické kosmické záření - Vlákna / Dutiny - Reliktní záření - Temná hmota |